# Мезе (јело)
Мезе или меза је комбинација мањих јела који се послужују као предјело у дијеловима Средњег истока, на Балкану и у сјеверној Африци. У неким блискоисточним и афричким регионима гдје је ово јело присутно, посебно у претежно муслиманским регионима гдје је алкохол рјеђе конзумира, меза се често служи као дио оброка са више јела, док у Грчкој, Турској и на Балкану меза више функционише као грицкалице док се пије или разговара.

## Етимологија
Ријеч мезе се појављује у кухињама свих народа који су некада били дио Османског царства, а потиче од турске ријечи која значи „предјело” или „грицкалице”. Ова турска ријеч потиче од парсијске ријечи маза што значи „окусити” или „уживати”.

## Уобичајена јела
У Турској се мезе често састоји од јела beyaz peynir (дословно „бијели сир“), kavun (нарезана зрела диња), acılı ezme (паста од љуте паприке често са орасима), haydari (густи процијеђени јогурт са зачинским биљем), patlıcan salatası (хладна салата од патлиџана), beyin salatası (мозак салата), kalamar tava (пржени каламари или лигње), midye dolma и midye tava(пуњене или пржене дагње), enginar (пуњене артичоке), цацики (јогурт са краставцем и бијелим луком), пилаки (храна кувана у посебном сосу), долма или сарма (лишће винове лозе пуњено пиринчем или друго пуњено поврће, попут паприке), Arnavut ciğeri (јело од јетре, сервирано хладно), салата од хоботнице и çiğ köfte (сирове ћуфте са булгуром). У Грчкој, на Кипру и Балкану меза или мезе су мала јела, топла или хладна, зачињена или слана. Могу бити јела од морских плодова, попут хоботнице са роштиља, заједно са салатама, нарезаним тврдо куваним јајима, хљебом од белог лука, каламата маслинама, грашком, прженим поврћем, мелицано салатом (салата од патлиџана), тарамо салатом, прженим или грилованим сиревима званим саганаки, те овчијим, козјим или крављим сиревима.
У Сирији, Либану и на Кипру, мезе је често сам по себи оброк. Постоје вегетаријанске, месне или рибље мезе. Постоји одређени образац за јела: обично ће маслине, тахини, салата и јогурт бити праћени јелима са поврћем и јајима, затим малим месом или рибљим јелима уз посебне прилоге и на крају значајнијим јелима као што су цијела риба или месни паприкаши и роштиљи. Угоститељски објекти ће понудити своје специјалитете, али образац остаје исти. Природно је да ће послужена јела одражавати годишња доба. На примјер, пужеви ће бити истакнутији у касну јесен. Како се нуди толико хране, не очекује се да свако јело буде поједено, већ се дијели по вољи и служи са лакоћом. Једење кипарске мезе је друштвени догађај.
На Балкану је мезе врло слично медитеранским антипастиима у смислу да су главни састојци сушени хладни наресци, сиреви и салате, и обично не укључује кувана јела. У Србији, Хрватској, Босни и Херцеговини и Црној Гори мезе укључује тврде или кремасте сиреве, кајмак или павлаку, саламе, шунку и друге облике сувог меса (сушена свињетина или говедина), кулен, сушена сланина, ајвар и разна пецива. У Босни и Херцеговини, у зависности од вјерских ограничења у вези са храном, мезе искључује свињске производе и замјењује их суџуком (сувом, зачињеном говеђом кобасицом) и сушеном говедином. У јужној Хрватској, Херцеговини и Црној Гори уобичајени су медитерански облици сушеног меса као што су пршут и панцета и регионални производи попут маслина. Плоче мезе у албанском стилу обично укључују пршут, саламу и сир из расола, праћене печеном паприком или зеленим маслинама маринираним у маслиновом уљу са бијелим луком. У Бугарској популарне мезе су луканка (зачињена кобасица), суџук, сирење (бијели сир из расола). Бугарска шопска салата такође је веома популарна меза. Прави се од парадајза, краставаца, лука, паприке и фета сира. Такође су ајвар и пинђур најпопуларнија меза направљена у Македонији прије више од 100 година. У Румунији мезелик значи брзо предјело и укључује закуску, сиреве и саламе, често у пратњи ракије.
| Назив         | Арапски                                               | Грчки                | Турски                       | Јерменски    | Слика |
| ------------- | ----------------------------------------------------- | -------------------- | ---------------------------- | ------------ | ----- |
|               | Arayes                                                |                      | Lahmacun                     | Lahmajo      |       |
|               | Asbe sawda                                            |                      | Arnavut ciğeri               |              |       |
| Баба гануш    | Baba ghanoush (Moutabal)                              | Melitzanosalata      | Patlıcan ezmesi (Babagannuş) |              |       |
|               | Ful (Mdammas)                                         | Fava                 | Bakla ezmesi (Fava)          |              |       |
| Бурек         | Burek                                                 | Boureki              | Börek                        | Boureg       |       |
| Сарма         | Wara Enab                                             | Dolmathakia          | Sarma (Yaprak sarma) Dolma   | Sarma        |       |
| Фалафел       | Falafel                                               |                      | Falafel/Felafel              |              |       |
|               | Fasuliya                                              |                      | Fasulye pilaki               | Fasoulia     |       |
|               | Fattoush                                              |                      | Fettuş                       |              |       |
| Хумус         | Hummus                                                |                      | Humus                        | Homus        |       |
|               |                                                       | Kalamarάkia thganhtά | Kalamar tava                 |              |       |
| Цацики        | Khyar Bi Laban                                        | Tzatziki             | Cacık, Haydari               | Jajik        |       |
|               | Kibbeh                                                |                      | İçli köfte                   | Ishli Kyufta |       |
| Ћуфте         | Kafta (Kofta)                                         | Köfte                | Şiş köfte                    | Kufteh       |       |
|               | Kibbeh nayyeh                                         |                      | Çiğ köfte                    | Chi Kufte    |       |
|               |                                                       |                      | Kısır                        | Eech         |       |
|               |                                                       | Kolokythάkia gemistά | Kabak çiçeği dolması         |              |       |
|               | Labaneh                                               |                      | Labne Süzme Yoğurt           | Lebni        |       |
|               | Ljit kousa                                            | Kolokythokeftédes    | Mücver                       |              |       |
|               | Muhammara                                             |                      | Cevizli Acılı Ezme (Acuka)   |              |       |
|               |                                                       |                      | Piyaz                        |              |       |
|               | Salatit Roka                                          | Róka Saláta          | Roka Arugula                 |              |       |
|               |                                                       |                      | Şakşuka                      |              |       |
| Сувлаки       | Sikh lahme (јагњећи или говеђи), Shish taouk (пилећи) | Souvlaki             | Şiş tavuk Çöp şiş            |              |       |
| Суџук         | Sujuk                                                 | Soutzoúki            | Sucuk                        | Sojoukh      |       |
|               | Tabbouleh                                             | Maintanosalata       | Tabbule or Arap salatası     | Tabuleh      |       |
| Тарамо салата |                                                       | Taramosalata         | Tarama                       |              |       |
|               | Tajin                                                 |                      |                              |              |       |
|               |                                                       | Gemistά              | Dolma                        | Dolma        |       |

## Прилог уз алкохол
Меза се генерално послужује уз дестилована пића као што су ракија од аниса, арак, узо, персијска вотка, ракија, мастика и тсипоуро. Такође се може конзумирати са пивом, вином и осталим алкохолним пићима. Кипарски бренди (који се послужује чист) је омиљено пиће које се пије уз мезу на Кипру, иако су лагер пива и вина популарнија са неким мезама.

## Начини сервирања
У Бугарској, меза се сервира примарно приликом конзумирања вина, ракије и мастике, али такође и уз друга алкохолна пића која нису локална тој регији. Поред традиционалне локалне хране, мезе може садржавати орашасте плодове, слаткише и упаковане грицкалице. Термин мезе се генерално примјењује на било коју храну и грицкалице које се конзумирају уз алкохолно пиће. У Грчкој се мезе служи у ресторанима који се називају mezedopoleíon и tsipourádiko или у кафићима који послужују узо или тсипоуро који се називају ouzerí. Таверне или ресторани (estiatório) нуде мезе као предјело. Многи ресторани нуде своју кућну верзију мезе poikilía (разноликост) - плата која се користи као шведски сто са мезом која се може одмах сервирати купцима који траже брз или лаган оброк. Домаћини обично послужују мезе својим гостима на неформалним или импровизованим дружењима, јер их је лако припремити у кратком року. Krasomezédhes (дословно „вино-мезе”) је мезе која се добро слаже са вином; ouzomezédhes су мезе које иду уз узо.

## Галерија
- Пржени пужеви у сосу од парадајза